# Empoasca rabava
Empoasca rabava är en insektsart som beskrevs av Irena Dworakowska 1981. Empoasca rabava ingår i släktet Empoasca och familjen dvärgstritar. Inga underarter finns listade i Catalogue of Life.